# Ilex parviflora
Ilex parviflora é uma espécie de planta do gênero Ilex.  

## Taxonomia
A espécie foi descrita em 1852 por George Bentham. 